# Латышский стрелковый запасный полк
Латы́шский стрелковый запа́сный полк — пехотная стрелковая воинская часть Русской императорской армии. Военное национальное формирование латышских стрелков в составе 2-й Латышской стрелковой бригады во время Первой мировой войны.

## Создание
Создан как батальон в октябре 1915 года в Мюльграбене из запасных рот 3-го Курземского Латышского стрелкового батальона. Когда 21 октября 1915 года Курземский стрелковый батальон ушёл на фронт, запасные роты были переброшены в Дерпт. Первым командиром формируемого батальона стал капитан Карл Иванович Цинат, обязанности батальонного адъютанта исполнял прапорщик Карл Шведе. Врачом батальона был коллежский асессор Доминик Буконт. В короткие сроки был сформирован батальон в составе четырёх рот, также имелось несколько учебных команд: конные подрывники, связисты, пулемётчики.

## Деятельность
Постоянный состав запасного батальона состоял из офицеров и инструкторов, чьей задачей была подготовка солдат в течение двух-трёх месяцев, чтобы после завершения обучения их можно было отправить на фронт. Солдаты после изучения сокращённой учебной программы были способны выполнять обязанности рядового. После обучения маршевые роты проверялись, и если уровень подготовки не соответствовал нормативу, то отправка маршевой роты на фронт откладывалась. Так, 10-ю роту обучали ещё один месяц. В батальоне готовили не только солдат, но и специалистов для различных команд. Также отбирались лучшие солдаты, которые отправлялись в офицерскую школу. Помимо обучения солдат, резервный батальон также выполнял гарнизонную и караульную службу в городе Дерпт. В резервном батальоне был свой оркестр под руководством капельмейстера Артура Бобковица, который активно участвовал в культурных мероприятиях города, давая бесчисленные концерты. В батальоне также была своя драматическая группа и хор. 8 августа 1916 года команду над батальоном принял полковник Карл Гоппер, 27 августа запасный батальон латышских стрелков был переброшен в окрестности Вольмара, где был размещён в общественных зданиях и усадьбах:
- штаб-квартира в здании Вольмарского Латышского общества;
- 1-я рота с соответствующими дополнительными ротами разместилась в трактире и школе Вольмарского прихода недалеко от реки Силупите;
- 2-я рота в Муянах;
- 3-я рота в Вольмарсгофе;
- 4-я и инструкторская роты в зданиях Кокенгофа;
- 5-я и 6-я роты в Смильтенгофе;
- 7-я рота в Трикате и окрестностях;
- 8 рота в усадьбах Ней-Сакенгоф и Дуткенсгоф;
- связная и пулемётная группы в Альт- и Ней-Врангельсгофе.[2]

Точка сбора была у хутора Вагали, недалеко от железнодорожной станции, пекарня — в Вольмарской мельнице. В одном из зданий Кокенгофа устроили лазарет. 22 января 1917 года в Вольмарском Доме культуры полковой оркестр исполнил увертюру П. И. Чайковского «1812 год».

## Состав
Численный состав батальона был переменным. На конец октября 1915 года в резервном батальоне в Дерпте насчитывалось 2227 солдат, на 1 ноября 1915 г. батальон состоял из восьми рот, в середине января 1916 г. было сформировано уже 12 рот. Подразделения батальона дислоцировались в разных частях Дерпта в казармах, городских и частных постройках.
В начале ноября 1916 года в районе Вольмара в батальоне было 1500 солдат и 300 офицеров. При подготовке к Рождественским боям 19 декабря 1916 года был сформирован запасный полк в составе 16 рот, который вошёл в состав 2-й Латышской стрелковой бригады. В декабре командиром резервного полка был назначен полковник Ян Александрович Францис.

## Командиры
- капитан Карл Цинат (с октября 1915),
- полковник Карл Гоппер (с 21.08.1916),
- полковник Ян Францис (с 16.2.1917).

## Упразднение
После Октябрьской революции, 30 декабря 1917 года Латышский стрелковый запасный полк был включён в состав вновь созданного Латышского стрелкового корпуса. По условиям Брест-Литовского мирного договора 6 апреля 1918 года правительство Советской России издало приказ о демобилизации латышских стрелковых полков и создании в составе Красной Армии Латышской стрелковой дивизии.